# Telekomunikační budova Teplice
Telekomunikační budova Teplice (TBT) je budova na Náměstí svobody v Teplicích. Byla projektována od roku 1977 a dostavěna roku 1988. Na návrhu se podíleli architekti Jindřich Malátek a Miloš Vodolan z pražského Stavoprojektu. Budova byla postavena za účelem nahradit tehdejší manuální meziměstskou ústřednu za automatickou a zajistit tak kapacitu pro dvacet tisíc telefonních přípojek. Již v době své výstavby byla prohlášena za nejproblematičtější stavbu v centru města. V roce 2018 se jednalo o jejím zbourání. Na jejím místě plánuje podnikatel Jaroslav Třešňák vybudovat luxusní čtyřhvězdičkový hotel. V roce 2020 architekt Petr Sedláček představil zastupitelům Teplic návrh. Na náměstí Svobody ho chce do roku 2025 postavit firma JTH Group.

## Popis
Autoři se inspirovali zejména technicistní architekturou. Objekt rozdělili do dvou provozně odlišných celků, které jsou spojené třemi komunikačními ocelovými rourami modré barvy. První administrativní budova je vysoká pět pater a její fasádu formují pásy zaoblených oken. Navazuje čistě technologická čtyřpatrová budova bez oken, jejíž obvod stěn je tvořen plynosilikátem. Před nimi je ve dvou hrotitých pásech kovová konstrukce opláštěná červeným sidalvarem (kovoplastová fasáda). Technická budova dále navazuje na stavbu, jež slouží jako pošta.

## Galerie

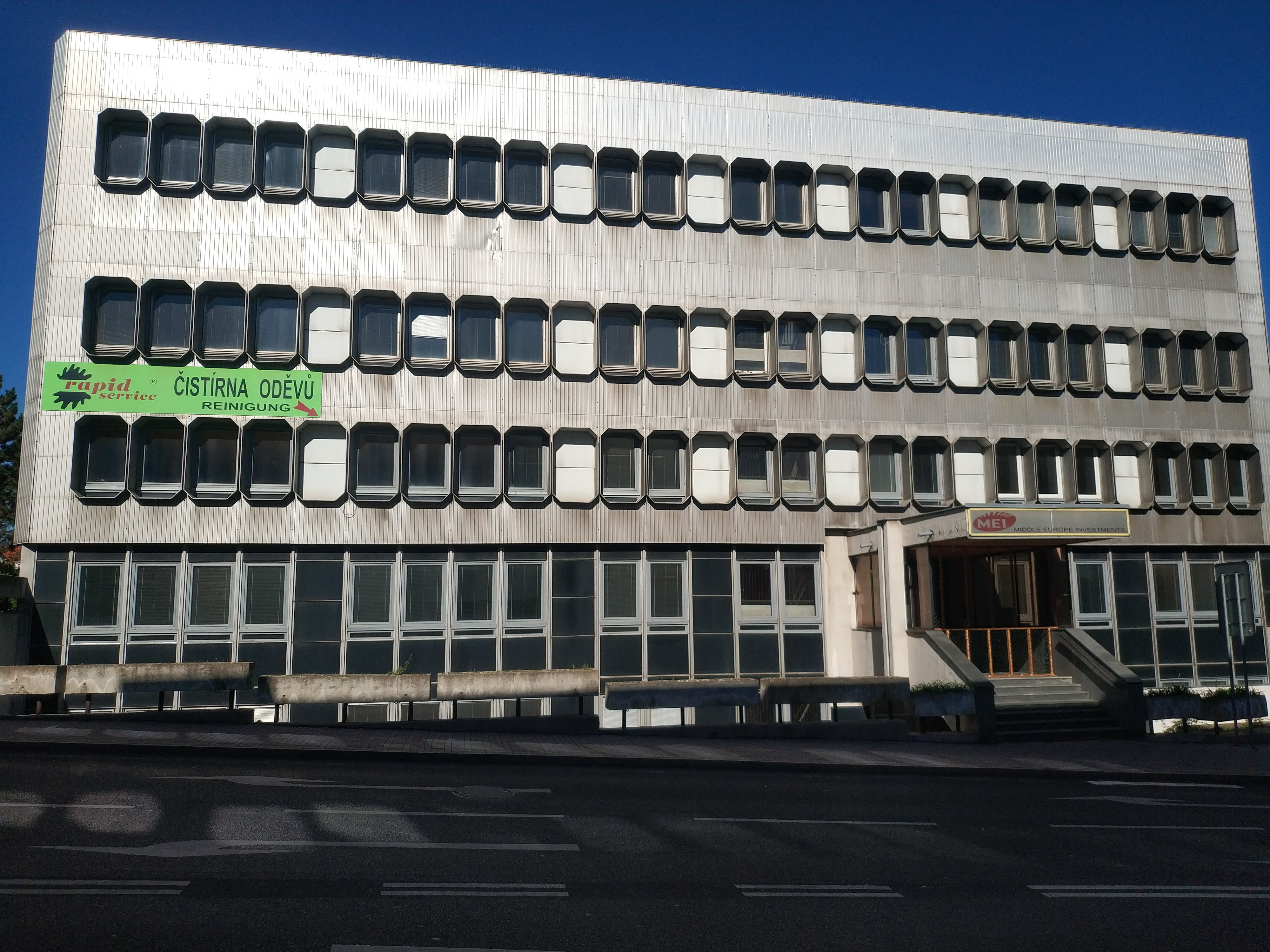
Hliníková fasáda s okny s výrazným plechovým ostěním
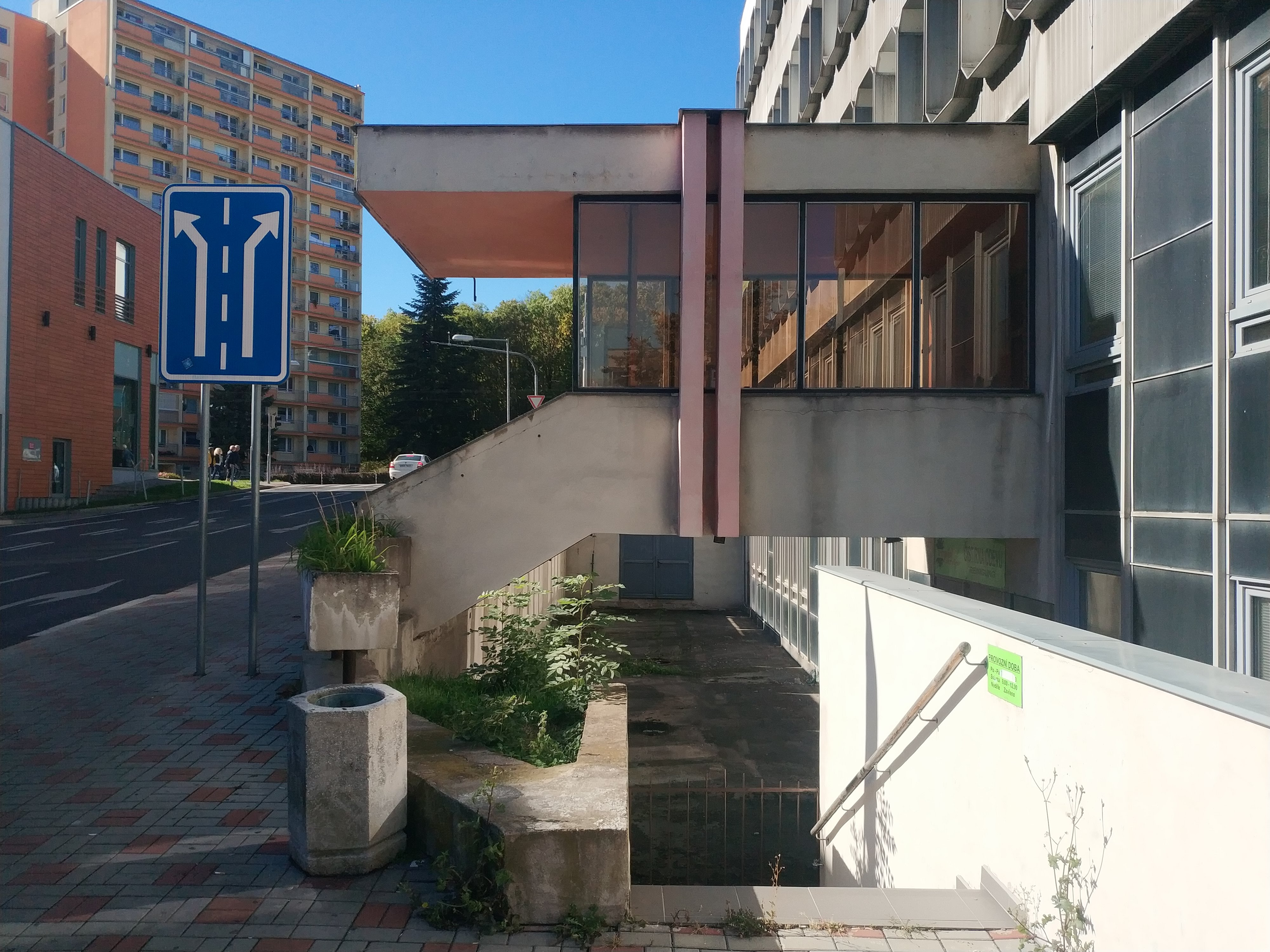
Vstupní most do budovy
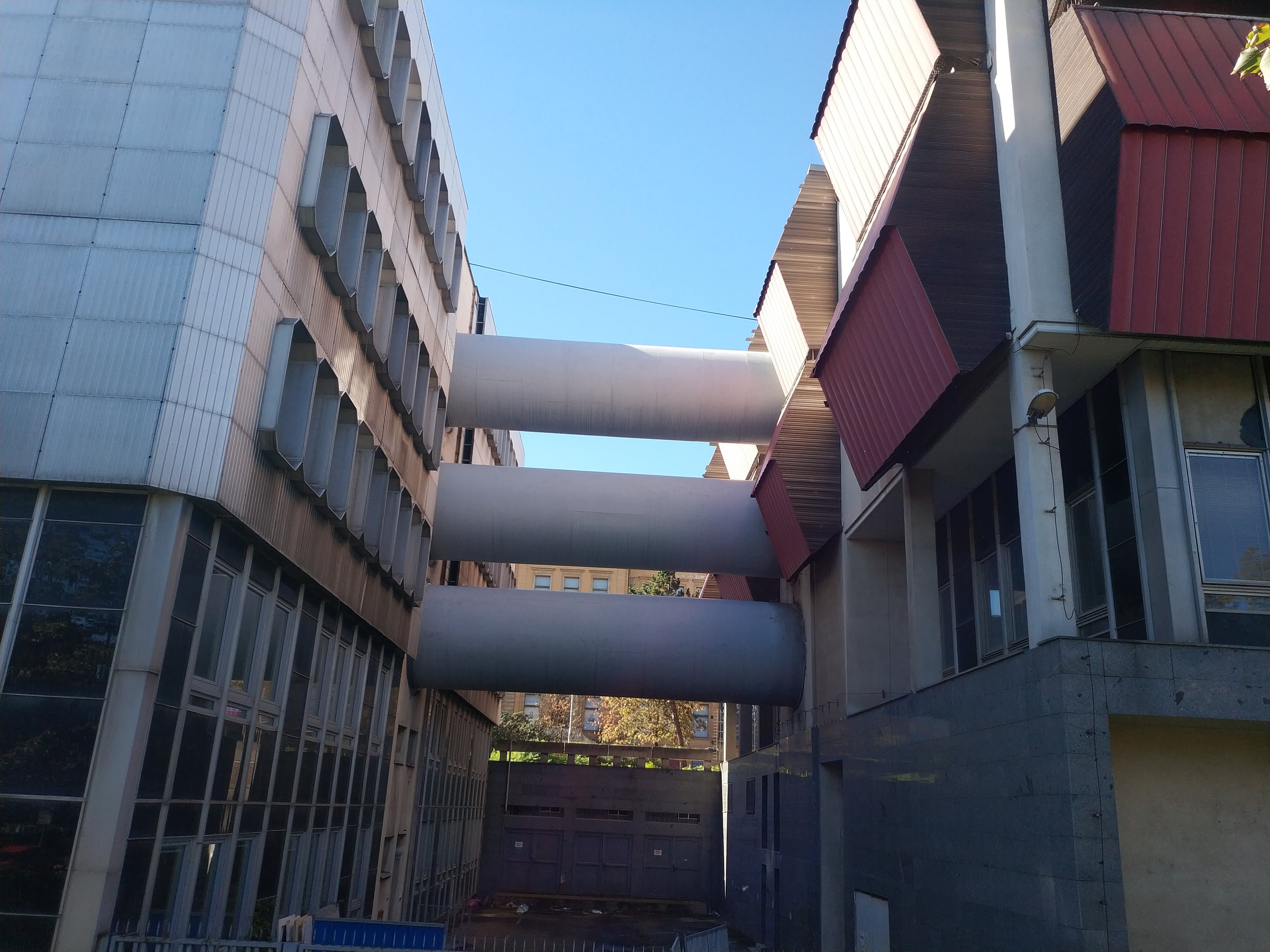
Tři ocelové průchozí tubusy spojující jednotlivé části
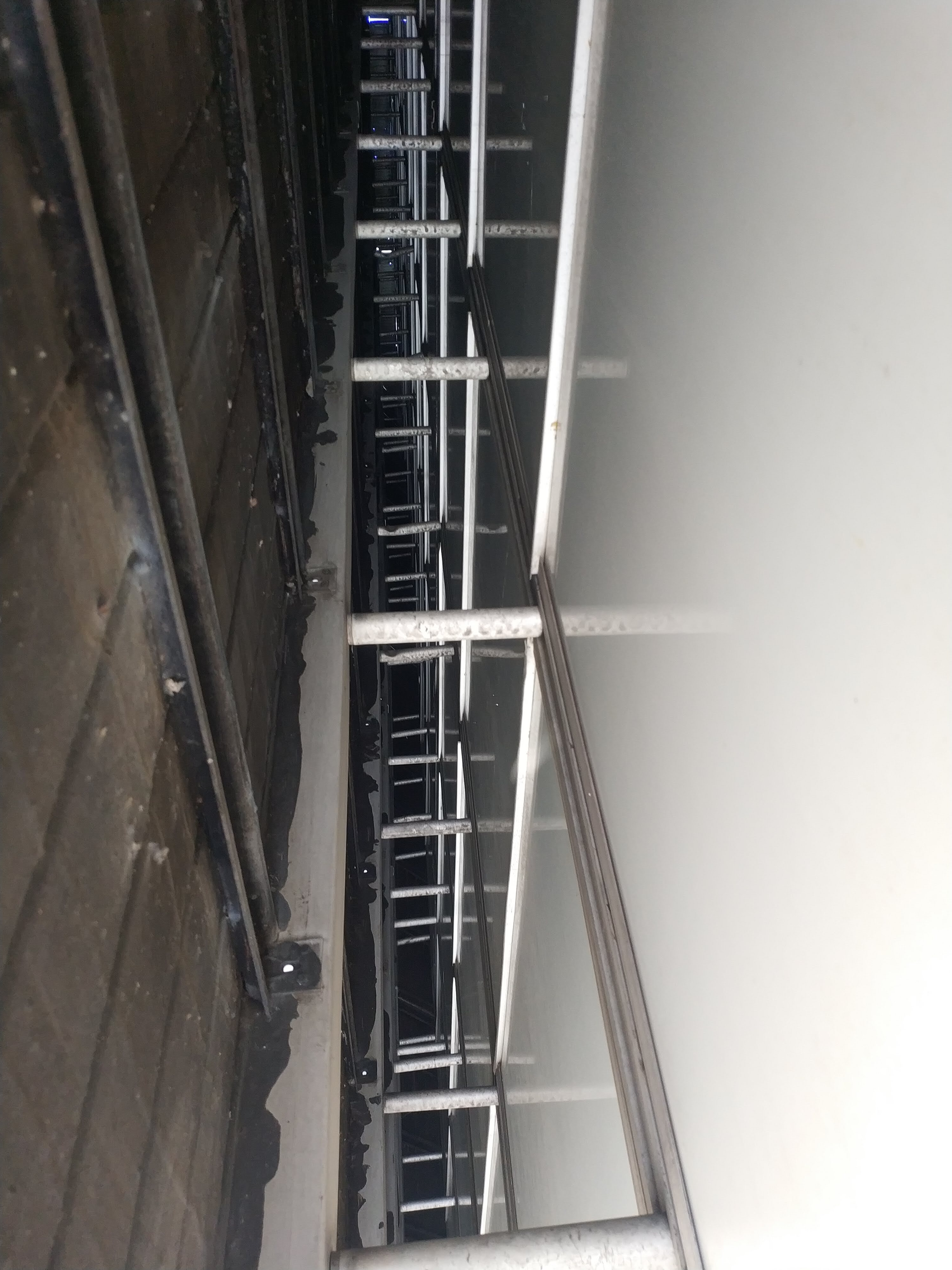
Pohled pod předsazenou fasádu